# Phare d'Harmaja
Le phare d'Harmaja (en finnois : Harmajan majakka) est un feu sur l'île d'Harmaja dans le golfe de Finlande, au large  d'Helsinki, en région d'Uusimaa (Finlande).

## Histoire
L'île d'Harmaja se situe au large de la forteresse de Suomenlinna, sur l'une des six îles à 10 km au large d'Helsinki. Le premier phare a été établi en 1883. Sa tour de 7,3 m fut bientôt trouvée trop basse et elle fut montée sur un petit bâtiment cubique en pierre en 1900. Dès l'origine, il fut équipé d'un système optique à lentille de Fresnel alimenté au pétrole. Il avait aussi une corne de brume.
Sur l'île se trouve aussi une station de pilotes de navire et une grande tour de télécommunications.

## Description
Le phare  est une tour cylindrique en fonte montée sur une base cubique en maçonnerie de 15 mètres de haut, avec une galerie et lanterne. La tour supérieure est peinte en rouge avec une bande horizontale blanche et le dôme de la lanterne est vert. Son feu à occultations  émet, à une hauteur focale de 24 mètres, un long éclat blanc, rouge et vert selon différents secteurs toutes les 6 secondes. Sa portée nominale est de 14,8 milles nautiques (environ 27 km).
Identifiant : ARLHS : FIN-008 - Amirauté : C5190 - NGA : 14528.

## Caractéristique dufeu maritime
Fréquence : 6 secondes (WRG)
- Lumière : 4 secondes
- Obscurité : 2 secondes

|               |
| Plan du phare |

|                 |
| L'île d'Harmaja |

### Lien connexe
- Liste des phares de Finlande